# Староитикеево
Староитикеево (Староитекеево) (баш. Иҫке Этекәй) — деревня в Батыровском сельсовете Аургазинского района Республики Башкортостан России.

## История
В «Списке населенных мест по сведениям 1870 года», изданном в 1877 году, населённый пункт упомянут как деревня Старая Итикеева (Гумерова) 1-го стана Стерлитамакского уезда Уфимской губернии. Располагалась при озере Балыкле, по правую сторону Оренбургского почтового тракта из Стерлитамака в Уфу, в 46 верстах от уездного города Стерлитамака и в 6 верстах от становой квартиры в деревне Толбазы (Адиль-Муратова). В деревне, в 35 дворах жили 236 человек (116 мужчин и 120 женщин, тептяри), была мечеть. Жители занимались земледелием, скотоводством, лесным промыслом.

## Население
| 2002 | 2009 | 2010 |
| ---- | ---- | ---- |
| 208  | ↘204 | ↘197 |

Согласно переписи 2002 года, преобладающая национальность — татары (77 %).

## Географическое положение
Расстояние до:
- районного центра (Толбазы): 8 км,
- центра сельсовета (Куезбашево): 4 км,
- ближайшей железнодорожной станции (Белое Озеро): 22 км.